# NGC 356
NGC 356 es una galaxia espiral de la constelación de Cetus.
Fue descubierta el 27 de septiembre de 1864 por el astrónomo Albert Marth.